# Fynbo (ost)
Fynbo ost er en fast dansk opstukket ost med runde huller fremstillet af pasteuriseret komælk efter hollandsk forbillede. Den er hvidlig til gullig og med fast gullig skorpe. Den er fremstillet i Danmark siden slutningen af 1890'erne.
Den hed oprindelig (opstukken) Dansk Gouda, men fik fastlagt navnet Fynbo i 1952 i henhold til Stresa-konventionen.
Smagen har ændret sig gennem tiden.
En mindre udgave, Danish Mini Fynbo eller Mini-Fynbo, er halvfast til fast med en mild og let syrlig smag og vejer 250-400 gram i modsætning til den store osts 6-7 kg. En anden variant, Trope Fynbo, så dagens lys i 1953 som eksportartikel til Venezuela fra Ødsted Andelsmejeri.